# МФК Варна
МФК Варна е бивш български клуб по футзал от Варна. Съществува в периода 2003 – 2011 г. Четирикратен шампион на България, носител на пет купи на България. Най-успешният български клуб в кратката история на футзал.

## История
Клубът е основан на 2 октомври 2003 г. под името „СК Пикадили“ от Александър Неделчев, Стефан Косев и Георги Папуров с цел развитие на футзала в България. През първия си сезон „Пикадили“ завършва на 4-то място в първенството на България по футзал.
През сезон 2004/05 клубът за първи път в своята история става шампион на България по футзал. През същата година клубът печели и първото издание на турнира за Националната купа по футзал, като по този начин влиза в историята като първият роден отбор записал дубъл. През сезон 2005/2006 клубът записва историческо участие в Групите на Шампионска лига, като завършва на второ място в своя поток, записвайки в актива си победа, равенство и загуба. С участието си клубът постига първата международна победа в официална среща на български отбор по футзал в групите на Шампионската лига. Турнирът се провежда в Чехия. В първия си мач от турнира Пикадили губи с 2 – 6 срещу бъдещият шампион на Европа – Динамо Москва. Вторият мач завършва на равно 4 – 4 с тима на домакините от Чехия, а в третия Пикадили постига победа с 5 – 1 над шампиона на Андора.
През месец юни 2007 клубът официално е преименуван на МФК Варна. Два месеца по-късно отборът отново участва в Шампионската лига, след като става за втори път шампион на България. МФК Варна попада в група с Бенфика, Енергия Лвов и Политехник Ереван, а мачовете се провеждат в зала Конгресна на Двореца на културата и спорта в морската столица. МФК Варна записва две загуби (с 2:11 от Енергия и 1:4 от Бенфика) и една победа (с 6:2 над шампиона на Армения Политехник).
През 2011 г. МФК Варна става за трети път шампион на България, но след неуспешно участие в квалификационните кръгове на Шампионската лига, в края на август същата година, клубът спира да развива дейност.

## Успехи
- 4 пъти Шампион на България, 2005, 2007, 2009 2011).
- 5 пъти носител на Националната купа (2005, 2006, 2008, 2009, 2011).
- 1 път носител на Суперкупата на България (2006).